# سيلسو لويس غوميز
سيلسو لويس غوميز (2 سبتمبر 1964 في البرازيل – )؛ هو لاعب كرة قدم سابق كان يلعب كمدافع.

## وصلات خارجية
- سيلسو لويس غوميز على موقع رابطة كرة القدم اليابانية للمحترفين (اليابانية)
- سيلسو لويس غوميز على موقع قاعدة بيانات كرة القدم.إي يو (الإنجليزية)
- سيلسو لويس غوميز على موقع عالم كرة القدم.نت (الإنجليزية)